# آدم بن لامين
آدم بين لامين (بالسويدية: Adam Ben Lamin)‏ هو لاعب كرة قدم سويدي وتونسي في مركز قلب الدفاع، ولد في 2 يونيو 2001. شارك مع منتخب السويد تحت 17 سنة لكرة القدم ومنتخب تونس تحت 20 سنة لكرة القدم ومنتخب تونس لكرة القدم. أما مع النوادي، فقد لعب مع أيك سولنا ونادي فاسالوندس.

## وصلات خارجية
- آدم بين لامين على موقع اتحاد السويد (السويدية)
- آدم بين لامين على موقع قاعدة بيانات كرة القدم.إي يو (الإنجليزية)
- آدم بين لامين على موقع Soccerway.com (الإنجليزية)